# シャルル・パンゼラ
シャルル・パンゼラ（Charles Panzéra, 1896年2月16日 ジュネーヴ – 1976年6月6日 パリ）は、スイス出身のバリトン歌手。フランスを拠点にオペラやコンサートで活躍した。本名はシャルル・オーギュスト・ルイ・パンゼラ（Charles Auguste Louis Panzéra）といった。

## 略歴
パリ音楽院に入学して名教師アメデー＝ルイ・エティックに師事するが、第一次世界大戦中は学業を中断してフランス軍に志願した。この間2度負傷したものの、音楽院を修了し、1919年にオペラ・コミック座におけるマスネのオペラ『ウェルテル』のアルベール役で初舞台を踏んだ。3シーズンにわたってオペラ・コミック座に留まり、ラロの『イスの王様』やマスネの『マノン』のレスコー役、そして一番の当たり役である『ペレアスとメリザンド』のペレアス役といった役柄を得意とした。中でもペレアス役は、1930年代を通じていくつかの国々で何度も演じている。
パリ音楽院に在籍中には当時の院長であった最晩年のガブリエル・フォーレと、また同窓生のピアニスト、マグドレーヌ・べヨ（Magdeleine Baillot）と出逢う。フォーレからは1921年8月に作曲した『幻想の水平線』op. 118 を献呈され、当時新人のパンゼラが1922年5月13日に国民音楽協会演奏会でこの新作を初演したところ大成功に終わり、パンゼラは名を挙げた。マグドレーヌは生涯にわたってパンゼラの伴奏者を務めただけでなく、妻となっている。パンゼラ夫妻の娘クリスチアーヌ（2006年没）は、長じて精神分析家となった。その夫マックス・ミルネールは、著名な文芸評論家でソルボンヌ大学の文学教授を務めた。
天性のリリック・バリトンであるパンゼラの、温かく表情豊かな声は、歌曲の精妙な世界において存分に発揮された。メロディやリートの解釈で世界的に有名になると、ほぼ40年にわたって積極的に演奏旅行を行なった。フォーレ以外に、ヴァンサン・ダンディやジョゼフ＝ギィ・ロパルツ、アルベール・ルーセル、アルテュール・オネゲル、ダリウス・ミヨーらと個人的に協力し、その声楽曲を初演した。
1949年から1966年までパリ音楽院教授を務めた。著名な門弟にカロリーヌ・デュマがいる。日本人では照井栄三が、戦前に個人指導を授かった。

## 録音
パンゼラは、『幻想の水平線』の初演の華々しい成功に続いて、直ちにフランスHMVと契約を結び、録音に備えた。しかしパンゼラ夫妻は、その初演の日から、あまりにもたくさんの申し出がたび重なったために、1940年の開戦まで、重要なレパートリーの録音を続けることができなかった。
サン＝サーンスやフォーレ、デュパルク、カプレらの歌曲集に加えて、ドイツ・リートの録音にも取り組んだ。例えば1935年には、アルフレッド・コルトーを伴奏者に迎えて、ロベルト・シューマンの『詩人の恋』の全曲録音を行なっている。オペラの録音も行なっており、得意のドビュッシー『ペレアスとメリザンド』からの抜粋（1927年）のほかに、ジャン＝バティスト・リュリやヴォルフガング・アマデウス・モーツァルト、ルートヴィヒ・ヴァン・ベートーヴェン、リヒャルト・ワーグナーらの作品を取り上げた。1934年には、エクトル・ベルリオーズの『ファウストの劫罰』の全曲録音にも参加している。
大戦後にパンゼラ夫妻はマーキュリー・レコードに2点のLPを遺しているが、同レーベルの音源がポリグラム社からCD化された際、再発売されず、リマスタリングの対象に選ばれなかった。原盤である両方のLPは稀覯の品目となっている。

## 著作
パンゼラは、『歌唱法』（L'Art de chanter, 1945年パリ）や『歌を愛する』（L'Amour de chanter, 1957年パリ）、『発声法〜歌のお稽古30曲』（L'Art vocal: 30 leçons de chant, 1959年パリ）、『君の声〜全般的な指導』（Votre voix: Directives génerales, 1967年パリ）といった声楽教本を遺している。